# Comuna Guldborgsund
Guldborgsund (Guldborgsund Kommune) este o comună din regiunea Sjælland, Danemarca, cu o suprafață totală de 901,42 km².